# وزغاوات رمشية
الوزغاوات الرمشية (الاسم العلمي: Coleonyx)، هي أسرة من الزواحف تتبع فصيلة الوزغية ضمن رتبة الحرشفيات. تضم 27 نوعاً في خمسة أجناس. وتفتقر أنواع هذه الأسرة إلى العوامل التشريحية التي تُساعدها في تسلق المُرتفعات.

## الأجناس
- الوزغيات المتآلفة (Coleonyx) (تضم سبعة أنواع)
- الوزغيات الرمشية الحقيقية (Eublepharis) (تضم خمسة أنواع)
- (الاسم العلمي: Goniurosaurus) (تضم 11 نوعاً)
- وزغيات متينة الذيل (Hemitheconyx) (تضم نوعان)
- وزغيات المخالب الأفريقية (Holodactylus) (تضم نوعان)